# بحيرة إيزيو
بحيرة إيزيو (بالإيطالية: Lago d'Iseo) هي بحيرة تقع في شمال إيطاليا ضمن إقليم لومبارديا، وتحديدًا بين مقاطعتي بريشا وبيرغامو، تُعد واحدة من البحيرات الجليدية في منطقة الألب الإيطالية، وتقع بين بحيرتي كومو وغاردا.

## الجغرافيا
تبلغ مساحة البحيرة حوالي 65 كيلومترًا مربعًا، ويصل أقصى عمق لها إلى نحو 251 مترًا. تضم البحيرة جزيرة مونتي إيزولا، وهي أكبر جزيرة في بحيرة داخل أوروبا، وتُعد من أبرز المعالم السياحية في المنطقة.
تتميز بحيرة إيزيو بمناظرها الطبيعية الخلابة، وتُعد وجهة مفضلة للسياحة البيئية والرياضات المائية، كما تنتشر حولها القرى التاريخية والمزارع الكرومية والمرافق الثقافية.